# NGC 4517A
NGC 4517A (другие обозначения — UGC 7685, MCG 0-32-19, ZWG 14.62, KCPG 344A, PGC 41578) — галактика в созвездии Дева.
Этот объект не входит в число перечисленных в оригинальной редакции «Нового общего каталога» и был добавлен позднее.